# Sud Aviation SE-116 Voltigeur
Sud Aviation SE-116 Voltigeur byl vojenský letoun poháněný dvojicí turbovrtulových motorů vzniklý ve Francii koncem 50. let 20. století jako stroj určený k provádění průzkumu a útoků na pozemní cíle. Vznikly tři kusy, ale sériová výroba typu nebyla zahájena.

## Vznik a vývoj
V roce 1958 se Francie nacházela uprostřed konfliktu v Alžírsku a pociťovala potřebu protipovstaleckého letounu, schopného pozorování bojiště, fotografického průzkumu i přímé podpory pozemních sil. Byl zahájen program, který vedl ke vzniku tří strojů: Sud Aviation SE-116 Voltigeur, SIPA S.1100 a o něco později také Dassault Spirale,:s.191 vesměs dvoumotorové vrtulové letouny.
SE-116, původně známý jako Fonceur (hráč), byl později pojmenován Voltigeur, podle voltižérů, druhu vojska z napoleonských válek. Jednalo se o samonosný dolnoplošník s lichoběžníkovým křídlem i vodorovnou ocasní plochou, svislá ocasní plocha byla vysoká a široká.
První prototyp byl poháněn dvěma hvězdicovými motory Wright Cyclone o výkonu  800 hp (596,56 kW), montovanými před náběžnou hranou křídla, s motorovými gondolami přesahujícími až za odtokovou hranu nosné plochy. U druhého prototypu byly pístové motory nahrazeny turbovrtulovými typu Turbomeca Bastan o výkonu 760 k (559 kW) v nových motorových gondolách s menším čelním průřezem. Stroj měl zatahovací příďový podvozek, jehož hlavní nohy se zatahovaly směrem dozadu do motorových gondol, příďová noha se zatahovala do přídě.:s.187 Hlavní podvozkové nohy nesly zdvojená kola.
Pilotní prostor byl konvenčního provedení s bohatým prosklením, včetně stanoviště v přídi trupu, nabízejícím osádce dobrý výhled i směrem dolů.:s.187 Na bocích trupu za křídlem stroj nesl aerodynamické brzdy. Výzbroj byla představována dvěma kanóny ráže 30 mm a šesti závěsníky pro pumy nebo rakety.:s.187
Prototyp (imatrikulace F-ZWVH) poháněný pístovými motory poprvé vzlétl 5. června 1958 pilotovaný Rogerem Carpentierem, který 15. prosince téhož roku také provedl zálet verze s turbovrtulovými motory. O několik týdnů později, 9. ledna 1959, testovací osádka ve složení Carpentier, Yves Crouzet a Marcel Hochet zahynula při nehodě, poté co během letu vysokou rychlostí došlo k třepetání ocasních ploch.
Po zkouškách prvního exempláře předsériového provedení SE-117, provedených ve spolupráci s Marcelem Dassaultem, byl vývojový program opuštěn, spolu s plány na vývoj rychlé transportní verze SE-118 Diplomate.:s.187

## Varianty
Údaje podle:s.187
SE-116 Voltigeur
První dva prototypy, jeden s hvězdicovými motory Wright Cyclone a druhý s turbovrtulovými Turbomeca Bastan.
SE-117 Voltigeur
Třetí vyrobený kus, poháněný motory Bastan a představující produkční provedení, testovaný ve spolupráci s Marcelem Dassaultem
SE-118 Diplomate
Nerealizovaný projekt rychlého transportního letounu.

## Specifikace (SE-117 Voltigeur)
Údaje podle

### Technické údaje
- Osádka: 2–3
- Rozpětí: 17,97 m
- Délka: 12,28 m
- Nosná plocha: 41,72 m²[1]:s.187
- Výška: 5,71 m
- Prázdná hmotnost: 4200 kg
- Vzletová hmotnost: 6520 kg
- Pohonná jednotka: dva turbovrtulové motory Turbomeca Bastan pohánějící třílisté vrtule
- Výkon motoru: 760 k (559 kW)

### Výkony
- Maximální rychlost: 455 km/h
- Délka rozjezdu: 200–290 m
- Délka dojezdu: 200 m

### Výzbroj
- 2 × 30mm kanón DEFA 552
- 6 × závěsník pro pumy, neřízené střely a další výzbroj